# Miracle Rising: South Africa
Miracle Rising: South Africa es un documental sudafricano de 2013, dirigido por Brett Lotriet Best, que a su vez lo escribió, musicalizado por Craigie Dodds, en la fotografía estuvieron Trevor Calverley, Ruben Fernandez y Shlomo Godder, los protagonistas son Christiane Amanpour, Neil Barnard y Bono, entre otros. Esta obra fue producida por Combined Artists y se estrenó el 9 de febrero de 2013.

## Sinopsis
El gran legado del cambio de la política en Sudáfrica, que finalizó con los primeros comicios libres y justos en abril de 1994, contado mediante los propios relatos de personas clave, tanto locales como internacionales.